# Pantoporia serpentina
Pantoporia serpentina är en fjärilsart som beskrevs av Hans Fruhstorfer 1908. Pantoporia serpentina ingår i släktet Pantoporia och familjen praktfjärilar. Inga underarter finns listade i Catalogue of Life.